# Achille et Polyxène

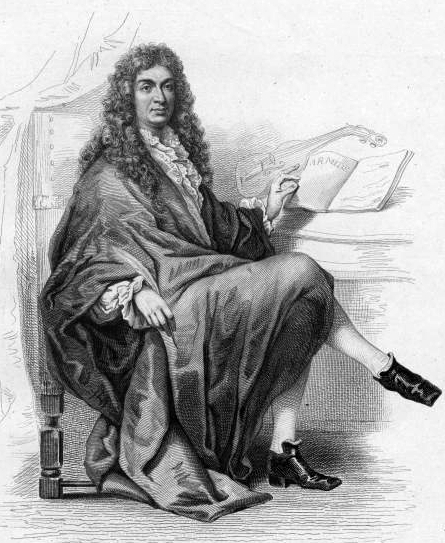
Jean-Baptiste Lully

Achille et Polyxène (Akilles och Polyxena) är en tragédie lyrique i en prolog och fem akter med libretto av Jean Galbert de Campistron efter Virgilius Aeneiden. Operans ouvertyr och första akt komponerades av Jean-Baptiste Lully, som dog efter en skada han ådrog sig vid dirigering innan han kunde fullborda partituret. Prologen och de återstående akterna är resultatet av hans elev Pascal Collasse som slutförde arbetet åtta månader efter Lullys död den 22 mars 1687. Operan hade premiär den 7 november 1687 på Parisoperan (Théâtre du Palais-Royal) i Paris. Fram till dags dato har ännu ingen komplett inspelning av operan gjorts, förutom enstaka scener.

## Personer
| Roller     | Stämma       | Premiärbesättning 7 november 1687 (Dirigent: - ) |
| ---------- | ------------ | ------------------------------------------------ |
| Achille    | haute-contre | Louis Gaulard Dumesny                            |
| Agamemnon  | bas          | Jean Dun                                         |
| Priam      | bas          | François Beaumavielle                            |
| Andromaque | sopran       | Fanchon Moreau eller Louison Moreau?             |
| Polyxène   | sopran       | Marie le Rochois                                 |
| Briséis    | sopran       | Marie-Louise Desmatins                           |

## Handling
Operans libretto skiljer sig från Lullys tidigare verk av Philippe Quinault. Vanligtvis började Lully sina operor med en livlig prolog, men detta verk har en allvarlig prolog i vilken musan beklagar kungens önskan om en militär expansion. En annan skillnad är det tragiska och dämpade slutet i akt V. Lully slutade oftast sina operor med en medryckande ensemblenummer men operan slutar med hjältinnans självmord. Bröllopet i slutet av akt IV innehåller ett livfullt ensemblenummer som mer går i linje med de typiska finalerna i Lullys operor.